# Glaciaal proces

Geomorfologische verschijnselen die door glaciale processen gevormd worden.

Een glaciaal landschap.

Een glaciaal proces is een geomorfologisch proces waarbij een landschap wordt gevormd door de werking van gletsjers of een ijskap. Naast erosie door de werking van het ijs kennen we twee soorten glaciale sedimentatieprocessen: directe afzetting en glaciofluviale afzetting.

## Landschapsvormen
Overzicht van glaciale landvormen
- Morenen
- Stuwwallen
- Drumlins
- Trogdalen (of U-dalen) en fjorden
- Keteldalen
- Glaciaal bekkens
- Doodijsgaten

Glaciofluviale landvormen ontstaan door het smeltwater van gletsjers of een ijskap
- Eskers
- Kame-terrassen
- Sandrs
- Vlechtende rivieren
- Tunneldalen